# 萊羅斯島
萊羅斯島（希臘語：Λέρος）是希臘的島嶼，位於愛琴海南部，屬於佐澤卡尼索斯群島的一部分，距離比雷埃夫斯317公里，该岛面積为53平方公里。行政上该岛隶属于南愛琴大區卡利姆诺斯专区的莱罗斯市镇。

## 外部連結
- 莱罗斯市镇官方网站 （页面存档备份，存于） （希腊文）
- Website on Leros (Greek, English, Italian, German) （页面存档备份，存于）